# Anne Grete Nissen
Anne Grete Nissen (senere kendt som Hildur Højerslev; født 14 november 1946) er en dansk skuespiller, som omkring 1970 medvirkede i flere erotiske film.
Hun har medvirket i dokumentarserien Sexobjekt.

## Filmografi
- Uden en trævl (1968)
- Mazurka på sengekanten (1970)
- Kyrkoherden (1970)
- Dagmars heta trosor (1971)